# LGM-30 Minuteman

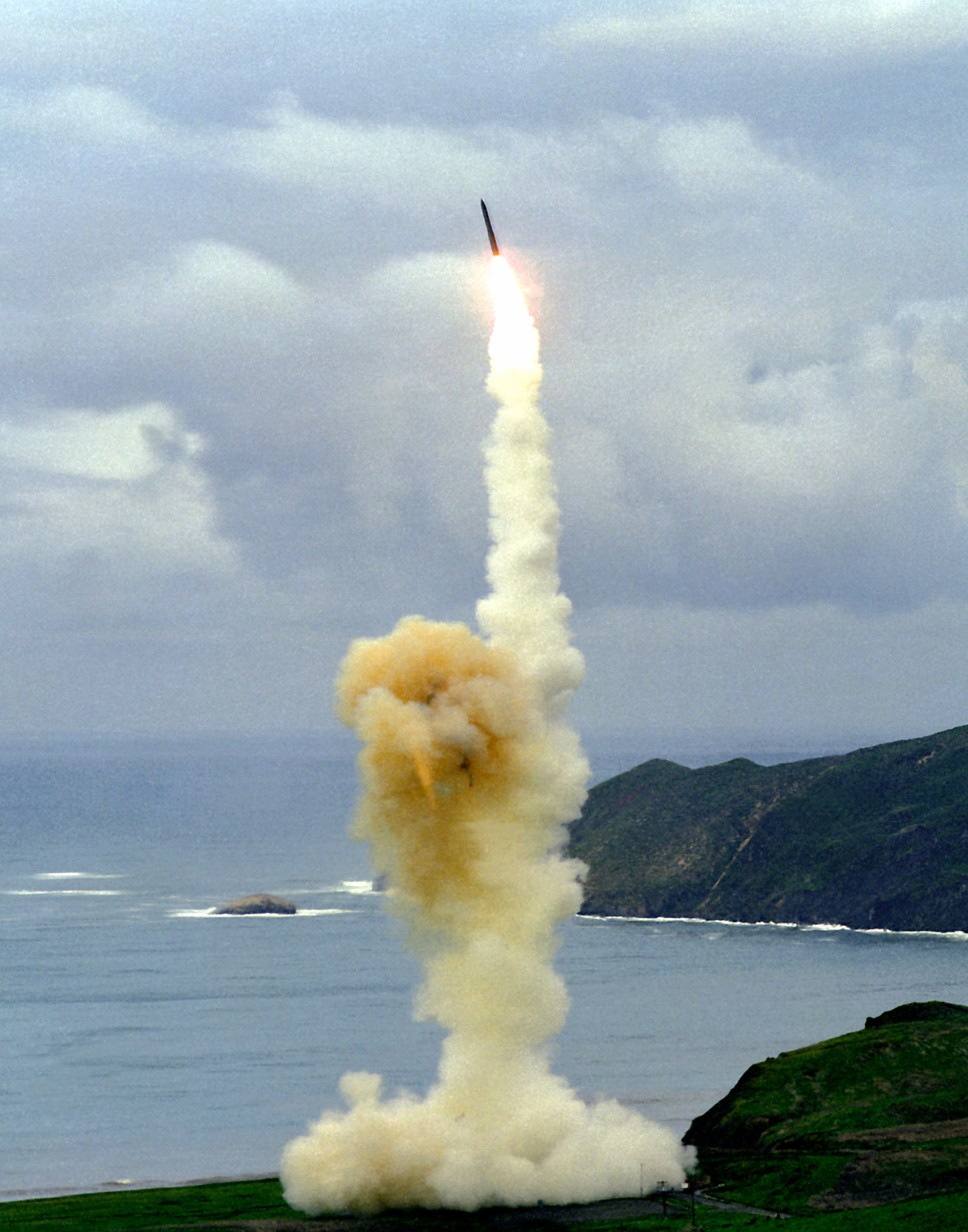
Lançamento de um Minuteman III na base aérea de Vandenberg, Califórnia, Estados Unidos.

O LGM-30 Minuteman é um projeto de míssil balístico intercontinental (ICBM) nuclear dos Estados Unidos. Em 2006, ele é o único ICBM lançado do chão em serviço naquele país. É complementado pelo SLBM Trident II e por armas nucleares carregadas por bombardeiro estratégicos de longo alcance.
O Minuteman III possui três estágios, todos de propelentes sólidos. Seu alcance é de aproximadamente 10 000 km e a velocidade terminal chega a 7 km/s ou 24 100 km/h.

## História

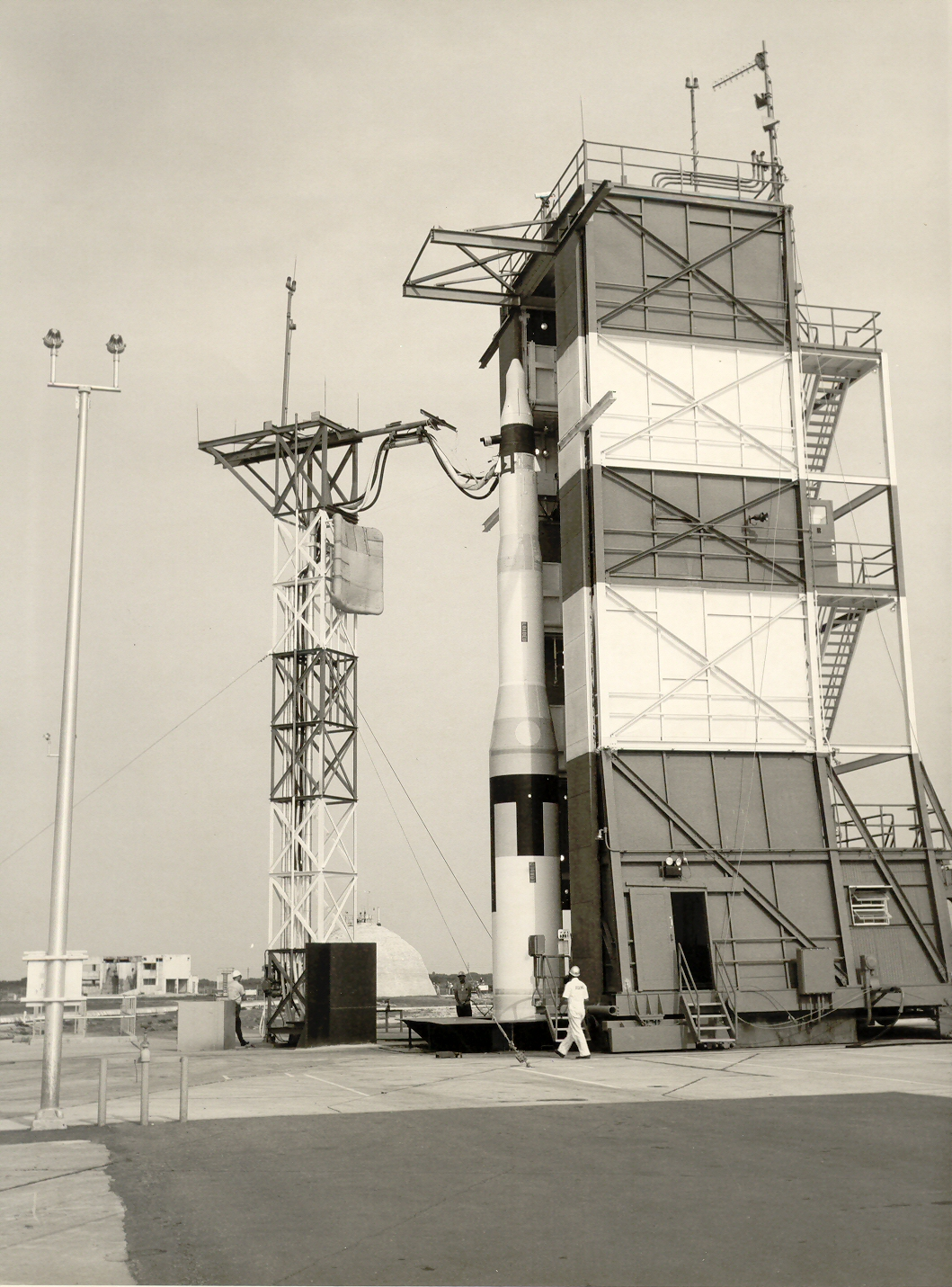
um dos primeiros minuteman

O LGM-30 Minuteman foi criado em 1960 servindo ao Estados Unidos da América entre 1960 e 1997. As novas atualizações permitiram as os novos mísseis ficarem em serviço até 2030.
Essas atualizações são um propugnador de foguete sólido e um computador de voo digital ultramoderno. Esse computador foi uma grande conquista pois era difícil fazer um que se ajustava em um projétil. Devido a este computador, houve um consideravel aumento da chance de atingir o alvo bem distante com grande precisão na guerra fria.
O computador além de acertar o alvo compensava a gravidade com a inclinação certa.

## Etapas

Esquema que mostra os estágios de lançamento do míssil.

1. O míssil minuteman sai da base em algum lugar do país (os silos se localizam nos Estados de Dakota do Norte, Montana e Wyoming) com o primeiro motor(A).
2. Aproximadamente 60 segundos depois da decolagem o primeiro motor se desprende e o segundo motor(B) acende, a mortalha míssil(E) é lançada.
3. Aproximadamente 120 segundos depois da decolagem o segundo motor se desprende e o terceiro motor(C) acende.
4. Aproximadamente 180 segundos depois da decolagem o terceiro motor dá o último empurrão as ogivas(D) e se desprende.
5. O veículo de poste-aumento (a parte de baixo do D) prepara o veículo de reentrada (ogivas) que saem da atmosfera, e são preparadas para atingir o alvo com muita precisão.
6. As ogivas são lançadas do veículo de poste-aumento.
7. As ogivas(que podem ser de vários modelos como:W88, W87, W78, W76...) reentram na atmosfera a altíssimas velocidades.
8. As ogivas explodem na atmosfera ou ao penetrarem no solo, podendo atingir três alvos ao mesmo tempo já que as ogivas são geralmente colocadas em trios no míssil.